# Namiestnictwo podolskie
Namiestnictwo podolskie – jednostka administracyjno-terytorialna, utworzona w 1793 przez Rosję na zajętych przez nią terenach Ukrainy Prawobrzeżnej.
W jego skład weszły województwo podolskie i część wołyńskiego.
Namiestnictwo dzieliło się na 12 powiatów: kamieniecki, krzemieniecki, płoskirowski, uszycki, starokonstantynowski, zinkowski, werbowiecki i inne.
Centrum administracyjne stanowił Kamieniec Podolski, językami urzędowymi rosyjski i polski.
23 grudnia 1796 car zlikwidował namiestnictwo, tworząc w jego miejsce gubernię podolską.